# Jacques-Alexis de Calvière de Vézenobres
Pour les articles homonymes, voir Calvière.
 (septembre 2016).
Jacques-Alexis, marquis de Calvière Vézenobres, est un général et homme politique français, né le 10 juillet 1777 au Vigan (Gard) et mort le 18 décembre 1844 au château de Vézénobres.

## Biographie
Parent de Jules de Calvière, il fait partie de la maison du roi à la première Restauration, et est nommé colonel des dragons de l'Hérault en 1815, fonctions qu'il échange, après son élection comme député, pour celles d'officier d'ordonnance du ministre de la Guerre. 
Le 22 novembre 1822, il est élu député par le collège de département du Gard, qui lui renouvelle son mandat le 6 mars 1824. À la Chambre, il vote avec la majorité. 
Nommé pair de France le 5 novembre 1827, il est promu au grade de maréchal de camp le 22 février 1828, et rentre dans la vie privée après la révolution de Juillet. 
Il est le gendre du ministre François-Emmanuel Guignard de Saint-Priest.

## Mandats et fonctions
- Député du Gard (1822-1827)
- Pair de France (1827-1830)

## Famille
- Antoine de Calvière, seigneur de Saint-Césaire-de-Gauzignan, marié à Marthe de La Roche ;
  - Charles Claude de Calvière, seigneur de Confoulens, marié en 1696 avec Antoinette d'Albon, fille de Gaspard d'Albon, marquis de Saint-Forgeux, de Françoise Damas de Tihanges ;
    - Charles-François de Calvière (1693-1777), marquis de Calvière, marié avec Françoise Olympe de Calvière, dame de Boucoiran et de Vézénobres ;
      - Charles-Joseph de Calvière, marié en 1770 avec Élisabeth Agathe Marianne de Valette ;
        - Jacques-Alexis de Calvière de Vézenobres (1777-1844), marié avec Pulchérie Cécile de Guignard de Saint-Priest, fille de François-Emmanuel Guignard de Saint-Priest (1735-1821)
          - Charles de Calvière Vézenobres (1816-1878) ;

        - Alix de Calvière (1789-1848), mariée à René de Pierre de Bernis (1780-1838), député du Gard (1815-1816), puis de Lozère (1820-1827)